# Gowdeyana albipilosa
Gowdeyana albipilosa is een vliegensoort uit de familie van de Stratiomyidae. De wetenschappelijke naam van de soort is voor het eerst geldig gepubliceerd in 1980 door James.